# Skiatos
Skiatos (ngr. Σκιάθος Skiáthos) – grecka wyspa w zachodniej części Morza Egejskiego, w archipelagu Sporad Północnych.
Administracyjnie Skiatos (wraz z pobliskimi niewielkimi wysepkami Tsougrias, Arkos i in.) stanowi gminę Skiatos, która wraz z gminami Alonisos i Skopelos współtworzy od 2011 roku jednostkę regionalną Sporady, należącą do regionu Tesalia, w administracji zdecentralizowanej Tesalia-Grecja Środkowa.
Stolicą wyspy jest miejscowość Skiatos położona jest na dwóch wzgórzach. Na każdym z nich znajduje się kościółek, a na drugim również wieża zegarowa z punktem widokowym. Na Skiatos można dostać się samolotem, promem lub stateczkiem wycieczkowym.
Pochodzenie nazwy ma tłumaczyć fakt, że wyspa leży w cieniu Góry Athos (skiá oznacza cień). W nowożytnej historii Greków znana jest ona z tego, że powstała tam flaga niepodległego państwa greckiego (tzw. galanolefki – błękitno-biała), w 1807 roku zaprojektowana w monasterze Evangelistrías w barwach oznaczających wolność (biel), ochronę przed złem (błękit) oraz przywiązanie do chrześcijaństwa (krzyż).  
Jedna z miejscowych plaż to Kukunaries, której nazwa z kolei pochodzi od szyszki sosny piniowej, która znacznymi połaciami porasta wyspę. Piasek na tej plaży odbija promienie słoneczne dzięki cząsteczkom zawartej w nim miki. W pobliżu plaży znajduje się luksusowy hotel Skiathos Palace Hotel, w którym chętnie spędzała wakacje księżna Diana.